# Rhipidoglossum subsimplex
Rhipidoglossum subsimplex é uma espécie de orquídea, família Orchidaceae, que existe na Tanzânia, Quênia, Uganda, Malawi e Zimbábue. Trata-se de planta epífita, monopodial com caule que mede pelo menos vinte centímetros de comprimento e tem folhas alternadas ao longo de todo o caule; cujas pequenas flores tem um igualmente pequeno nectário sob o labelo.

## Publicação e sinônimos
- Rhipidoglossum subsimplex (Summerh.) Garay, Bot. Mus. Leafl. 23: 196 (1972).

Sinônimos homotípicos:
- Diaphananthe subsimplex Summerh., Bot. Mus. Leafl. 12: 107 (1945).